# Šóiči Sakata
Šóiči Sakata (jap. 坂田 昌一 - Sakata Šóiči; 18. leden 1911 v blízkosti Hirošimy – 16. říjen 1970) byl japonský teoretický fyzik.

## Životopis
Sakata studoval od roku 1929 do roku 1933 fyziku v Tokiu u Jošia Nišina a pak na císařské univerzitě v Kjótu u Hideki Jukawy, se kterým od roku 1937 v Ósace vytvářel mezonovou teorii jaderných sil (vypracovanou Jukawou v roce 1935). Od roku 1939 pracoval spolu s Jukawou na univerzitě v Kjótu jako docent. V roce 1942 se stal profesorem na univerzitě v Nagoji, kde pracoval až do své smrti.
V 50. až 60. letech patřil Sakata k vedoucím japonským fyzikům v oblasti elementárních částic. Mezi jeho žáky patřil mezi jinými i Jóčiró Nambu. Známý se stal v 50. letech vytvořením předchůdce kvarkového modelu hadronů, který je známý jako Sakatův model. Tento model používal stejně jako dnešní kvarkový model SU (3) grupu. Na rozdíl od kvarkového modelu však za základní stavební jednotky hadronů postuloval proton, neutron a lambda částici. Například neutrální pion sestával podle tohoto modelu z protonu a antiprotónu. Pomocí tohoto modelu se snažil Sakata vysvětlit takzvaný Gell-Mann - Nišidžimův vztah (1953).
V roce 1960 rozšířil spolu se svými spolupracovníky z Univerzity v Nagoji (mezi jinými Z. Maki, M. Nakagawa, J. Ónuki) tuto teorii do podoby známé jako Nagojský model, která zahrnovala i leptony. Už v té době vytvořili matici směšování neutrin, která tak představuje předchůdce dnešní teorie neutrinových oscilací. Tento model inspiroval k vzniku takzvané Kobajašiho-Maskawovy matice, která je součástí dnešního standardního modelu částicové fyziky a vysvětluje pozorované míchání kvarků různých vůni. Sakatův model, případně Nagojský model, byly pozdějšími experimenty vyvráceny, protože se ukázalo, že proton, neutron a částice lambda mají vnitřní strukturu (skládají z kvarků).
Sakata byl přesvědčen marxista. Byl vůdčí osobností občanského hnutí  Džijú Džinken Kjókai ("Japonský svaz občanských svobod") a v roce 1966 členem Russellova tribunálu.